# 薏品田园街道
薏品田园街道是中华人民共和国贵州省黔西南布依族苗族自治州兴仁市下辖的一个街道办事处。

## 行政区划
薏品田园街道下辖以下村级行政区划单位：
薏品田园社区、杨泗屯社区、洛渭屯社区、安和社区。